# Jean Lannes
Jean Lannes (n. 10 aprilie 1769 - d. 31 mai 1809), prinț suveran de Sievers, duce de Montebello, a fost un general francez, Mareșal al Franței, ce s-a remarcat în perioada revoluționară și imperială ca fiind unul dintre cei mai capabili comandanți francezi. În 1804, la urcarea pe tron a lui Napoleon I, Lannes a fost pe prima listă de Mareșali, alături de alți 17 generali. Între 1805 și 1809, Lannes a luat parte la cele mai importante bătălii ale războaielor napoleoniene, fiind rănit mortal spre sfârșitul bătăliei de la Aspern-Essling.

## Origini
Născut pe 10 aprilie 1769 la Lectoure (actualmente în departamentul Gers), într-o familie gasconă numeroasă, Jean Lannes era al cincilea copil al unui modest negustor de bunuri. Deși familia sa poseda câteva proprietăți, fapt ce i-a permis tânărului Jean să meargă la școală, acesta a trebuit să devină ucenicul unui maistru vopsitor, după ce tatăl său pierde toată averea familiei. Ca urmare a acestui fapt, Jean nu primește nicio educație școlară în timpul adolescenței, dar ia totuși lecții de la fratele său mai mare, Bertrand, care era preot. Astfel, tânărul Lannes învață să scrie, să citească și să calculeze. Devenit muncitor vopsitor, Lannes desfășoară această activitate în timpul anilor tulburi ai Revoluției .

## Carieră

### Soldat în batalionul de la Gers
În 1792, Lannes se angajează ca simplu soldat în batalionul de voluntari de la Gers și este rapid ales sublocotenent, de către camarazii săi. Împreună cu batalionul său, merge la Toulouse, unde primește o pregătire militară de mai multe luni. Aici îl întălnește pe Pierre Augereau care era instructor militar și cei doi viitori Mareșali leagă o prietenie strânsă.
Cu pregătirea militară terminată, Lannes este încorporat în Armata Pirineilor Orientali, luptând pentru prima dată la 17 mai 1793, împotriva spaniolilor la Saint-Laurent-de-Cerdans. Devine locotenent pe 4 octombrie și căpitan de grenadieri pe 18, apoi, pe 30 este rănit la braț dar insistă să păstreze comanda trupelor, fiind numit șef de brigadă (colonel) în ziua de Crăciun a aceluiași an. În aceași zi, doi dintre frații săi, care serveau alături de el, sunt uciși în luptă și Lannes primește permisiunea de a merge la Perpignan pentru a-și vindeca rana de la braț. Aici o întâlnește pe Barbe Méric, cu care se căsătorește pe 19 martie 1795, dar este nevoit să se întoarcă sub arme până în iulie, când se semnează pacea cu Spania.

### Prima campanie din Italia
Războiul împotriva Spaniei fiind terminat, Lannes este trimis, împreună cu Augereau,  la Armata din Italia.  Aici, Lannes se remarcă mai întâi la Loano, pe 24 noiembrie 1795, apoi la Millesimo, pe 13 aprilie. Bonaparte, sosit la comanda armatei din martie, îl numește colonel și îi acordă comanda a patru batalioane de grenadieri din avangardă, postură care îi permite lui Lannes să se remarce în mod special la Lodi și Dego, fiind numit provizoriu general de brigadă de cavalerie, pe 9 septembrie 1796. Rănit grav la  Governolo, merge la Milano să se vindece, dar, în convalescență se întoarce sub arme și luptă la Arcole, unde comandă semibrigada 51 și face minuni de vitejie, salvându-i viața lui Bonaparte și fiind rănit de trei ori.
Este trimis din nou la Milano, în stare foarte gravă. Va rămâne în capitala Lombardiei mai mult de 2 luni, întorcându-se sub arme la sfârșitul lui ianuarie 1797, deși încă în stare de convalescență. Intră în Ancona, obligându-l pe Papă să semneze Tratatul de la Tolentino. După semnarea Tratatului de la Leoben ce pune capăt războiului cu austriecii, Lannes petrece 6 luni la castelul de la Mombello, unde Bonaparte întreține o adevărată curte. Cu această ocazie, lacunele din educația lui Lannes ies la iveală și astfel își petrece timpul studiind cu asiduitate, profitând de compania prietenului său Bonaparte, care îl consideră a-i fi un fel de elev. Îl însoțește pe generalul-șef Bonaparte cu ocazia semnării Tratatului de la Campoformio, apoi se întoarce în Franța și își regăsește familia și prietenii, pe care nu îi mai văzuse de 5 ani.

### Campania din Egipt
Afectat inițial Armatei din Anglia, Lannes este până la urmă încorporat în Armata Orientului, participând la capturarea citadelei malteze, pe 12 iunie 1798 și primind apoi comanda brigăzii a 2a a diviziei Kléber. Odată debarcat în Egipt, Lannes se remarcă în timpul bătăliilor de la Alexandria și Rozetta, apoi, din februarie 1799 primește comanda unei divizii și iese în evidență în timpul Campaniei din Siria, în special la asediul de la El-Arisch și la bătălia de la Jaffa. În timpul sângeroasei remize de la Saint-Jean-d'Acre, este rănit grav la cap și este salvat doar de intervenția chirurgicală miraculoasă a doctorului Larrey. Din cauza acestei răni, generalul își va ține toată viața capul înclinat spre stânga.
Pe 10 mai este numit general de divizie pe câmpul de bătălie de către Bonaparte în persoană și, reîntors în Egipt, Lannes conduce primele atacuri împotriva turcilor, debarcați la Aboukir, cucerind reduta și apoi luând cu asalt fortul. Este din nou rănit la picior de un glonte și salvat de tetanos de același indispensabil Larrey. Se îmbarcă pe 22 august, alături de Bonaparte, având ca destinație Franța.

### Lovitura de stat, campania din Italia, comandamentul Gărzii...
Întors în Franța, Lannes îl susține activ pe prietenul său Bonaparte în cadrul loviturii de stat de la 18 Brumar anul VIII, când generalul Bonaparte și susținătorii săi instaurează un nou regim republican, cunoscut sub numele de Consulat. Tot în această perioadă divorțează de soția sa infidelă dar se recăsătorește rapid, pe 16 septembrie 1800 cu Louise Guéhéneuc, care îi va dărui cinci copii.  
Ca o mărturie a încrederii deosebite de care se bucura, Lannes este numit comandant și inspector general al „Gărzii Consulare”, după ce asigurase comandamentul diviziilor militare 9 și 10 de la Toulouse. Cu toate acestea, noul război contra Austriei aduce o nouă campanie militară în nordul Italiei, unde urma să acționeze o armată franceză „de Rezervă”, sub comanda directă a Primului Consul. Avangarda acestei armate este pusă sub ordinele generalului de divizie Lannes, care străbate trecătoarea „Marele Saint-Bernard”, cucerește Aosta și, reușind să treacă de fortul Bard, trece Alpii în nordul Italiei și cucrește Pavia, pe 2 iunie 1800. 
Înaintarea sa rapidă expune avangarda franceză atacurilor inamicului superior numeric și, la 9 iunie, Lannes se găsește cu 8 000 de oameni din divizia Watrin în fața celor peste 18 000 de austrieci ai Feldmareșalului Ott. Bătălia se desfășoară la Montebello și Lannes, dând dovadă de un curaj excepțional și expunându-se tot timpul își conduce oamenii către o magistrală victorie, permisă de sosirea întăririlor generalului Victor. Austriecii sunt respinși și lasă pe câmpul de bătălie în jur de 4 000 de oameni, în timp ce Lannes a pierdut doar 5 00. Doar cinci zile mai târziu, generalul se remarcă din nou în timpul sângeroasei bătălii de la Marengo, unde conduce contraatacul decisiv, coordonat cu coloanele proaspăt sosite ale lui Desaix.     

### ... Ambasador, Mareșal al Imperiului
Republican feroce, generalul Lannes păstrează o familiaritate surprinzătoare cu Primul Consul Bonaparte, pe care se încăpățânează să îl tutuiască. În 1802, acuzat, se pare pe nedrept, de o deturnare de fonduri, Lannes înapoiază suma respectivă din propriul său patrimoniu, împrumutând o sumă importantă de la prietenul său, generalul Augereau. Cu toate acestea, din noiembrie, devine ambasador în Portugalia, beneficiind de o remunerație consistentă, care îi permite să își plătească datoriile. În ciuda lipsei de talent pentru diplomație, Lannes primește la 14 aprilie 1804 o scrisoare în care Primul Consul își exprima satisfacția față de misiunea îndeplinită, rechemându-l în Franța și acordându-i totodată Legiunea de Onoare în rang de mare ofițer.

## Temperament, anecdote și aprecieri
Un temperament coleric, abrupt, energic, Lannes era în același timp o persoană sensibilă la suferința umană produsă de ororile războiului, pe care îl detesta, după cum el însuși a recunoscut: „Îmi este teamă de război, primul zgomot al războiului mă face să tremur. Îi amețim pe oameni pentru a-i conduce mai bine în luptă.” 
Caracterul său impulsiv și franc i-a adus dese fricțiuni cu Napoleon, căruia i-a fost însă mereu loial. 